# 박명서 (강원도의원)
박명서(朴明緖, 1959년 9월 24일 ~ )은 대한민국의 정치인이다. 제3·4대 강원도 횡성군의원, 제7대 강원도의원이다.

## 학력
- 둔내국민학교 졸업
- 숭덕중학교 (폐교) 졸업
- 신일고등학교 졸업
- 1980.03 ~ 1987.02 상지대학교 자원학과 학사 졸업

## 경력
- 둔내면 청년회장
- 상지대학교 자원학과 동문회장
- 강원 관광 모니터 요원
- 둔내면 체육회 총무
- 둔내초등학교 동문회 총무
- 둔내면 생약생산자협의회 총무
- 둔내면 자율방범대원
- 국제 라이온스협회 354-E(강원)지구 11지역 1지대 둔내 라이온스 클럽 회원
- 횡성경찰서 경찰발전위원장
- 횡성군 축구협회장
- 횡성군 새마을지회장
- 1998.07 ~ 2002.06 제3대 강원도 횡성군의회 의원
- 1998.07 ~ 1998.08 제3대 강원도 횡성군의회 조사특별위원회 위원
- 1998.07 ~ 2000.07 제3대 강원도 횡성군의회 전반기 예산결산특별위원회 위원
- 2000.07 ~ 2002.06 제3대 강원도 횡성군의회 후반기 예산결산특별위원회 위원
- 2000.11 ~ 2000.11 제3대 강원도 횡성군의회 기업유치지원특별위원회 위원
- 2002.07 ~ 2006.04 제4대 강원도 횡성군의회 의원
- 2002.07 ~ 2004.07 제4대 강원도 횡성군의회 전반기 의장
- 2004.07 ~ 2006.04 제4대 강원도 횡성군의회 후반기 예산결산특별위원회 위원
- 횡성군 규제개혁심의위원회 위원
- 횡성군 소비자정책심의위원회 위원
- 지역정보화추진위원회 위원
- 세계장애인엑스포운영위원회 위원
- 대풍문화제 위원장
- 민주평화통일자문회의 제11기 횡성군협의회 회장
- 강원도 시·군의장단협의회 사무처장
- 강원도 시·군 청년의원협의회 위원
- 강원도 수질오염총량제대책위원회 위원
- 횡성군 향토인재육성위원
- 2014년 평창동계올림픽 유치위원
- 온나래합창단 단장
- 횡성군 양궁협회 회장
- 2006.07 ~ 2010.06 제7대 강원도의회 의원
- 2006.07 ~ 2008.07 제7대 강원도의회 전반기 의회운영위원회 위원
- 2006.07 ~ 2008.07 제7대 강원도의회 전반기 관광건설위원회 위원
- 2006.07 ~ 2008.07 제7대 강원도의회 전반기 예산결산특별위원회 위원
- 2008.07 ~ 2010.06 제7대 강원도의회 후반기 관광건설위원회 위원
- 2008.07 ~ 2009.07 제7대 강원도의회 후반기 예산결산특별위원회 위원
- 2009.07 ~ 2010.06 제7대 강원도의회 후반기 예산결산특별위원회 부위원장
- 횡성군 각급단체장협의회 공동대표
- 횡성군민대통합위원장

## 역대 선거 결과
|  | 29.71% |

|  | 0% |

|  | 62.25% |

|  | 47.71% |